# Main (fiume)
Il fiume Main è un fiume del Canada lungo 57 km.
Nasce nell'isola di Terranova nelle Long Range Mountains, nella zona nord dell'isola. È considerato uno degli ultimi fiumi veramente selvaggi. Il suo breve corso è molto ripido e rappresenta una meta ambita per i canoisti. Sfocia nella White Bay, nell'oceano Atlantico.
Ha un bacino di 1.048 km².